# Grote dennensnuitkever
De grote dennensnuitkever (Hylobius abietis) is een kever uit de familie van de snuitkevers (Curculionidae).

## Algemeen
De grote dennensnuitkever wordt 8 tot 15 millimeter lang en leeft van het hout van naaldbomen, bij voorkeur de fijnspar (Picea abies) en de grove den (Pinus sylvestris). Soms worden ook wel andere naaldbomen aangevreten en zelfs loofbomen zijn niet veilig, maar dat komt zelden voor. De snuitkever kan schade aanbrengen in de bosbouw, met name aangeplante jonge bomen zijn kwetsbaar. De kever vreet het hout van de bomen kapot waardoor de boom soms gedeeltelijk ontschorst wordt en sterft. Bij veel keversoorten is het juist de larve die schadelijk is, hoewel de larve van de grote dennensnuitkever ook schors eet richt hij minder schade aan.

## Beschrijving
De grote dennensnuitkever heeft een donkerbruine tot zwarte kleur en heeft vele kleine, geelbruine vlekjes op de bovenzijde, welke bestaan uit kleine haartjes. Deze soort is van gelijkende soorten te onderscheiden doordat de tasters helemaal vooraan de snuit zitten en niet meer in het midden. De dijen zijn sterk verbreed en de dekschilden zijn gegroefd. De larve is wit, heeft een bruinoranje kop en een sterk gekromd, 'C'-vormig lichaam.